# Nicky Cruz
Nicky Cruz (San Juan, Porto Rico, 6 de Dezembro de 1938) foi o líder da famigerada gangue "The Maus-Maus" de Nova Iorque. Posteriormente se tornou um pastor religioso renomado.
Era caracterizado como uma pessoa muito incontrolável, que não tinha medo de nada nem de ninguém.
Sua infância foi muito perturbadora, vivendo em um dos piores bairros de Porto Rico sempre se envolvia em confusão. Sua própria mãe o chamava de "Filho de Satã".
Em primeiro de janeiro de 1955, quando Nicky tinha 16 anos, seus pais não podendo mais o controlar o mandaram para casa de um dos seus irmãos mais velhos em Nova York. Chegando à casa de Frank, Nicky foi para a escola, lá viu como era difícil se relacionar com outras pessoas, ainda mais crianças e adolescentes, que considerara rebeldes e insensíveis. Nicky também não era um adolescente fácil e rapidamente fugiu para as ruas.
Em Nova York havia muitas gangues de rua. As gangues eram espécies de grupos comandados por um presidente e o vice. Também havia os conselheiros de guerra, eles negociavam as brigas, o local, o dia e hora. Suas brigas eram violentas, usavam desde tacos de beisebol, porretes, canivetes, correntes de bicicleta e etc. Muitos saíam deformados das brigas, já outros nem tinham chance de chegar ao hospital. Nicky, ouvindo falar dessas gangues, se interessou, assim entrou para uma gangue denominada os "Mau Maus". Nick era respeitado pelos seus colegas de gangue, conhecido como o mais bravo e forte nas brigas e rapidamente se tornou o líder desta gangue.

## Conversão
Um pregador religioso chamado David Wilkerson, que pregava no bairro de Nicky, tentou convertê-lo mesmo após ter sofrido ameaças. Quando insistiu foi agredido por Nicky, mas não demonstrou ódio por isso, pelo contrário, demonstrou que se importava com ele,sempre repetindo a mesma frase "Jesus te ama".
Duas semanas mais tarde, David voltou ao bairro para uma reunião religiosa. Nicky, ao saber, decidiu ir, mas foi apenas por medo de ser chamado de covarde pelos amigos,desta vez foi acompanhado por outros membros da gangue. Mas ao chegar ao  local acabou se sentido culpado por suas atitudes anteriores e começou a orar, entregando seu coração a Jesus.
No dia seguinte Nicky levou sua gangue à polícia e entregaram todas as suas armas. Também começou a estudar a Bíblia e retornou para a escola, um internato cristão. Após estudar, inclusive teologia, por vários anos, Nicky também se tornou um pregador religioso. Voltou para o seu antigo bairro onde pregou e acabou persuadindo outros membros dos "Mau Maus" a se converterem, inclusive o novo líder da gangue. Depois,Nicky criou,em parceria com David Wilkerson,um centro para ex-viciados em drogas,ex-gangsters, ex-prostitutas e garotos de rua. Mas acabou desistindo,e passando o centro as mãos de David. Depois viajou pelo mundo pregando,e convertendo várias pessoas,inclusive sua mãe,uma ex-feiticeira porto-riquenha. Nicky e sua esposa, Glória,resolveram abrir um abrigo para os "pequenos", onde trabalhavam com crianças problemáticas,tentando ensinar-lhes sobre Jesus Cristo.

## Literatura e Filmes
Os seguintes livros foram escritos sobre a história de Nicky Cruz e traduzidos em diversos idiomas:
- Cruz, Nicky. Buckingham, Jamie. Foge, Nicky, Foge!. 2a. Edição. Belo Horizonte: Betânia, 2006. ISBN  85-358-0119-7 (Título original: Run, Baby, Run.)[1]
- Wilkerson, David. A Cruz e o Punhal. 2a. Edição. Belo Horizonte: Betânia. ISBN  85-358-0105-7 (Título original: The Cross and the Switchblade.)[2]

Sendo que este último, em 1970, transformado em filme homônimo  estrelado por Erik Estrada como Nicky Cruz e Pat Boone como David Wilkerson.